# Stenobothrus carbonarius
Stenobothrus carbonarius är en insektsart som först beskrevs av Eduard Friedrich Eversmann 1848.  Stenobothrus carbonarius ingår i släktet Stenobothrus och familjen gräshoppor. Inga underarter finns listade i Catalogue of Life.